# Justizvollzugsanstalt Memmingen

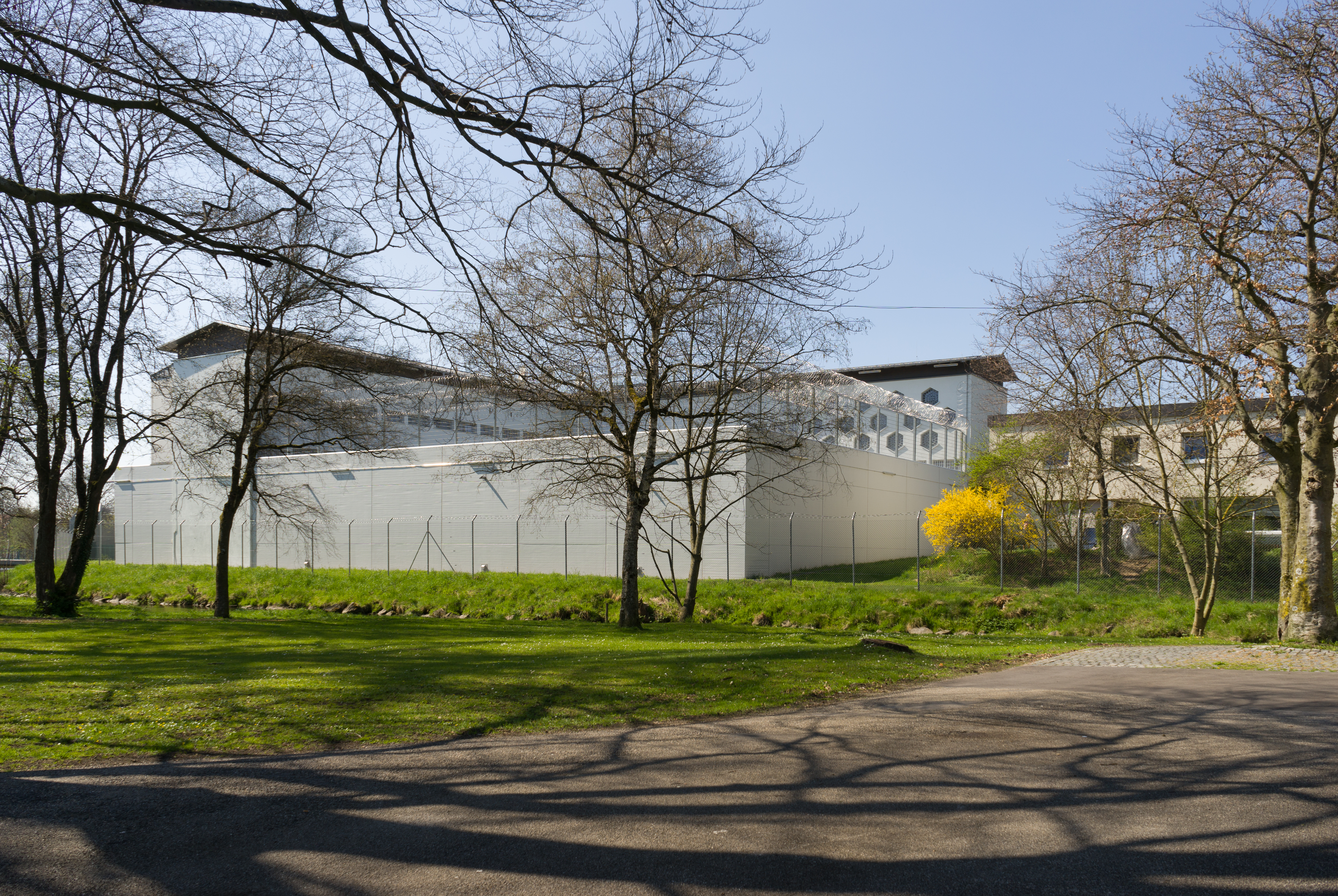
Ansicht von Südosten

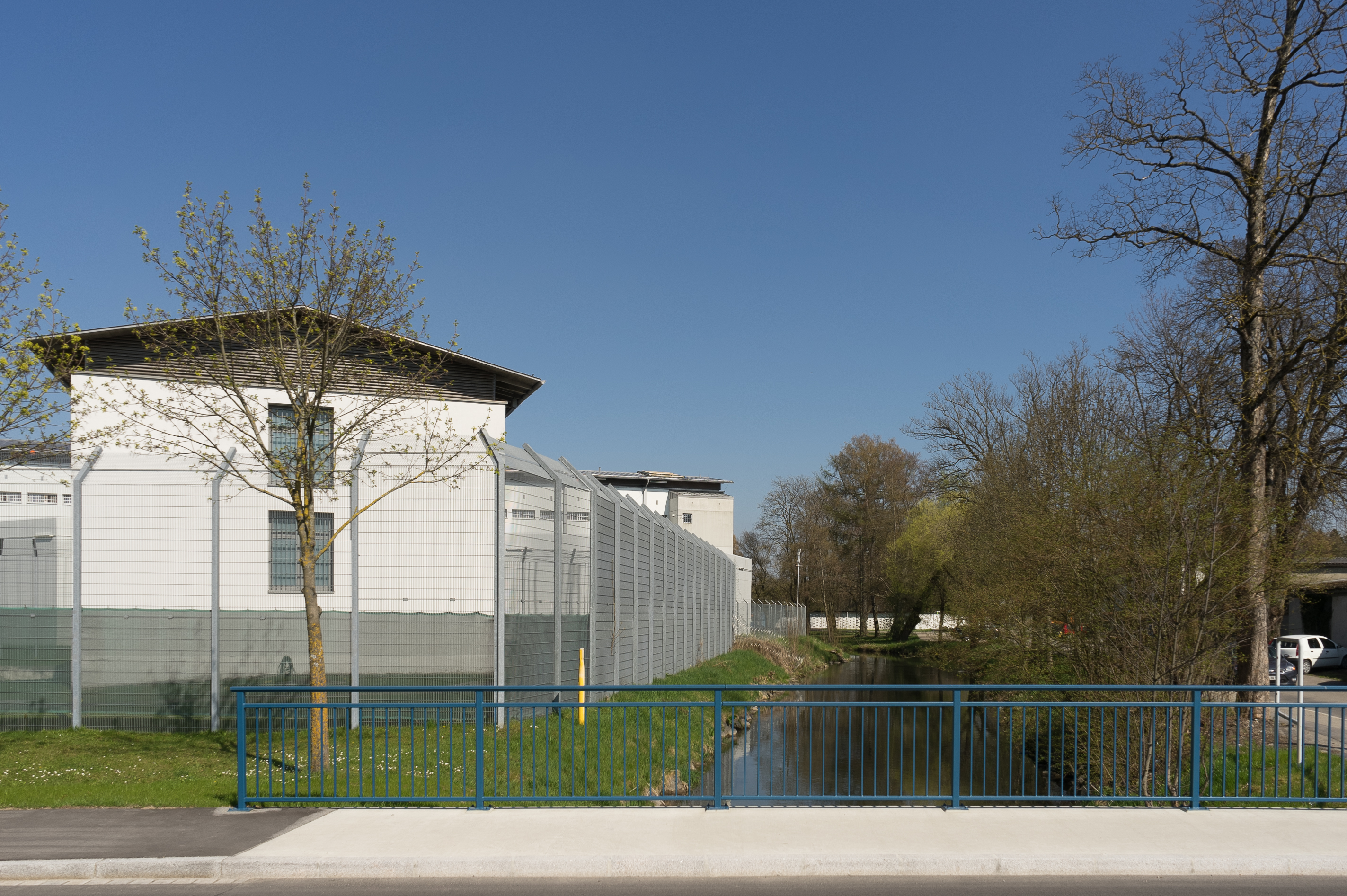
Ostflügel der JVA Memmingen

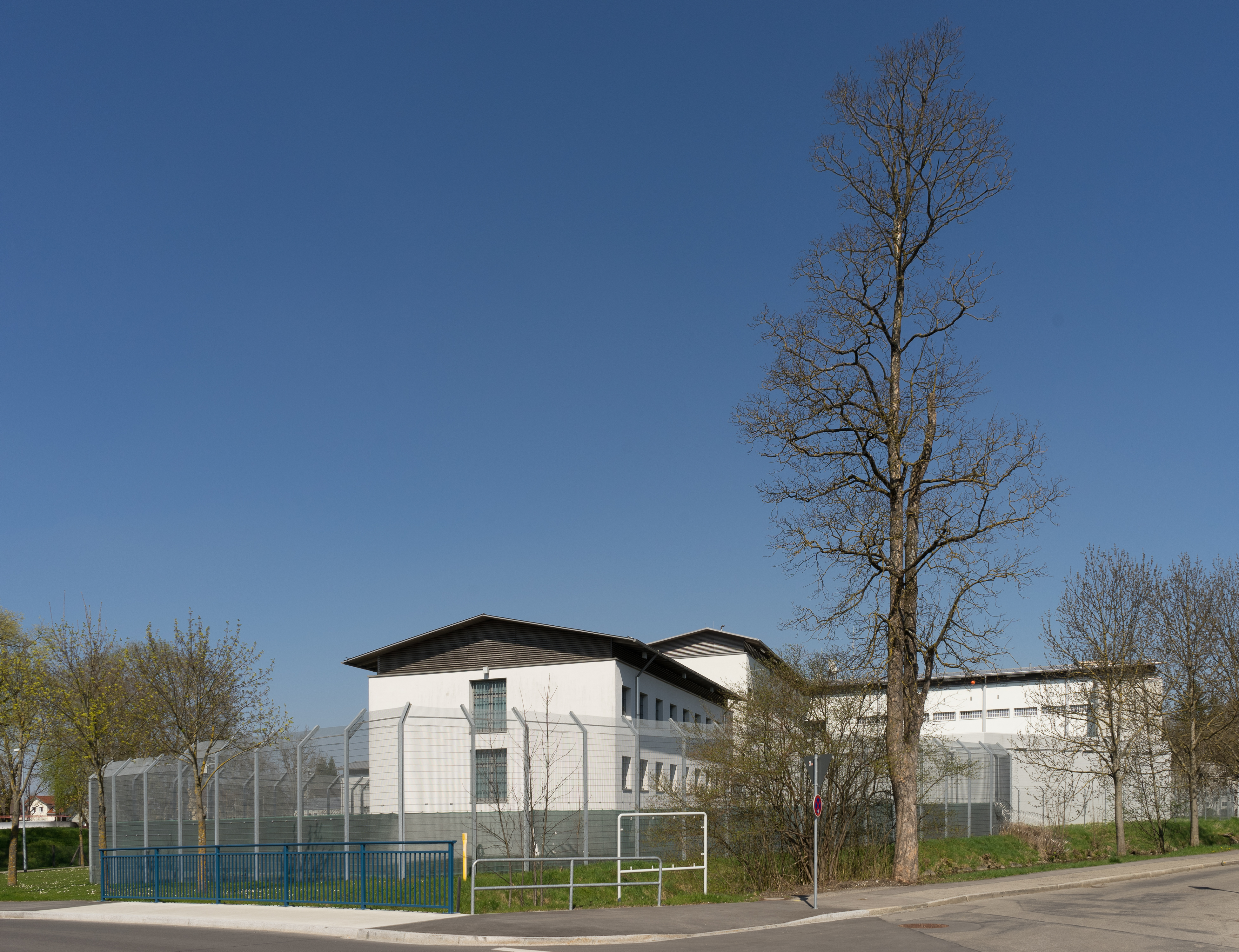
Westflügel der JVA Memmingen

Die Justizvollzugsanstalt Memmingen ist eine 1968 errichtete Justizvollzugsanstalt (JVA) des Freistaats Bayern für männliche und weibliche Gefangene in Memmingen.

## Geschichte
Im Jahre 1856 wurde das aus den Jahren 1663 bis 1667 stammende Ottobeurer Haus in Memmingen als Gefängnis umgebaut. Dabei wurde ein Großteil der Fenster im Hauptbau verändert.
Im Jahre 1971 erfolgte die Fertigstellung eines neuen Gebäudes in zentraler Lage nahe dem Bahnhof, Gaskessel, den Stadtwerken und dem Freibad. 2001 wurde ein Freigängerhaus mit 26 Plätzen errichtet. Am 1. Oktober 2003 erfolgte die Angliederung der selbständigen Anstalt an die Justizvollzugsanstalt Kempten. Aus dem alten Freigängergebäude entstand 2004 ein Frauengefängnis mit 16 Haftplätzen. Die Anstalt ist zuständig für den Vollzug der Untersuchungshaft und den Erst- und Regelvollzug von Freiheitsstrafen an Männern aus dem Landgerichtsbezirk Memmingen und für Frauen aus dem Landgerichtsbezirk Memmingen und Kempten. Bei Frauen ist der Erst- und Regelvollzug auf drei Monate beschränkt, bei Männern auf ein Jahr.

### Belegungs- und Vollzugsgestaltung
Am Stichtag 31. Dezember 2017 befanden sich 110 Männer und 22 Frauen in der Anstalt. Die Belegungsfähigkeit der Anstalt ist bei Männern auf einen Wert von 139 Haftplätzen und bei Frauen auf 28 Haftplätze angesetzt. Über das Jahr 2017 war die Anstalt mit durchschnittlich 119,68 männlichen und 22,43 weiblichen Gefangenen belegt. Über die Psychosoziale Beratungsstelle Memmingen wird eine regelmäßige Sprechstunde für suchtgefährdete und -abhängige Gefangene angeboten. Der örtliche katholische Verein für soziale Dienste führt im Rahmen einer ehrenamtlichen Betreuung, eine Vielzahl von Einzelgesprächen mit den Gefangenen.

### Arbeit, Bildung und Personal
Zum Stichtag des 31. Dezember 2008 waren 37 Gefangene bei verschiedenen Unternehmerbetrieben in der Privatwirtschaft eingesetzt. 16 Häftlinge arbeiteten in Eigenbetrieben, wie zum Beispiel Küchenarbeiten und Reinigungsarbeiten im Haus. Ausbildungsmöglichkeiten bestehen nicht. In Einzelfällen ist es möglich, das Ausbildungsverhältnis weiterzuführen. Schulische Bildungsmaßnahmen werden keine angeboten. Neben dem Anstaltsleiter arbeiten 46 angestellte Personen im allgemeinen Vollzugsdienst. Im Fach- und Verwaltungsdienst sind acht Personen beschäftigt, davon vier in nebenamtlicher Funktion. Ein Bediensteter arbeitet im Werkdienst.

## Bekannte Insassen
- Khaled al-Masri (* 1963)
- Horst Theißen (1938–2020)